# Blau Lajos
Blau Lajos (Putnok, 1861. április 29. – Budapest, 1936. március 8.) magyar–zsidó hittudós, egyetemi tanár, az Országos Rabbiképző Intézet igazgatója.

## Élete
1886-ban avatták doktorrá, 1888-ban rabbivá. 1887-től tanára volt a Rabbiképző intézetnek, melynek Bacher Vilmos halála után, 1913-ban igazgatója lett. 1926-ban ünnepelte születésének 65. és írói működésének 40. éves jubileumát. Ez alkalomból jelent meg tanítványai, barátai és tisztelői közreműködésével a magyar és héber nyelvű Jubileumi emlékkönyv és Friedman Dénes bibliográfiai összeállítása Blau Lajos irodalmi munkássága címmel. 
1936-ban hunyt el Budapesten 74 éves korában.

## Művei
Sokoldalú tevékenységet fejtett ki a magyar zsidóság szellemi és kulturális életében az I.M.I.T. társelnöke) és az egyetemes zsidóság szolgálatában. Különösen mint talmudtudósnak elismert a tekintélye. 1891-ben vette át Mezey Ferenccel együtt a Magyar Zsidó Szemle szerkesztését. 1896 óta egyedül szerkeszti, később Hevesi Simon és Friedmann Dénes társaságában. E folyóirat irodalmi rovatában közel 1200 új zsidó irodalmi munkát tett megbeszélés s kritika tárgyává és fűzött reflexiókat zsidó vonatkozású művekhez. Hacófe címmel 1911-ban indította meg héber nyelvű folyóiratát, Hevesi Simonnal és Gutmann Mihállyal, most csak Hevesivel szerkeszti. 1928-ban indította meg a M. Zs. Sz. Jabneh című homiletikar mellékletét Hevesi Simonnal és Friedman Dénessel együtt. Az Imit. ifjúsági Bibliájának egyik szerkesztője és fordítója. Tudományos cikkei, tanulmányai, értekezései (több mint 700) a hazai és külföldi héber, német, francia, angol, olasz folyóiratokban, gyűjteményes munkákban, sorozatos kiadványokban jelentek meg. Munkatársa volt a Jewish Encyclopedienek. Irodalmi alkotásainak tudományköre széles területet fog át: Talmud, bibliamagyarázat, folklóre, irodalomtörténet, kulturhistória, nyelvészet, jog, pedagógia stb. 

### Önálló művei
- Izrael kiválasztása. (8-r. 45 l.) Bpest, 1890. Athenaeum r.-t. könyvny.
- Masoretische Untersuchungen (1891);
- Tanulmányok a bibliai bevezetés köréből (1894);
- Az ó-zsidó büvészet. (n. 8-r. VII és 148 l.) Bpest, 1898.
- Erzsébet királyné emlékezete. Gyászbeszéd. (4-r. 11 l.) Bpest, 1898. Athenaeum r.-t. könyvny.
- Wahrmann Sándor. Emlékbeszéd. Elmondotta az orsz. rabbiképző-intézet templomában tartott gyászünnepélyen 1899. évi április hó 12-én –. (8-r. 8 l.) Bpest, 1899.
- Kaufmann Dávid. Emlékbeszéd. Elmondotta az orsz. rabbiképző-intézet templomában tartott gyászünnepélyen 1899. évi október 16-án –. (4-r. 10 l.) Bpest, 1899.
- Brill Sámuel Löw a pesti rabbiság elnöke. 1814–1897. Élet- és jellemrajz. (8-r. 108 l. és 1 kép.) Bpest, 1902.
- Az ó-héber könyv. Adalék az ókori kultur-történethez és a bibliai irodalomtörténethez. (8-r. IV, 183 l.) Bpest, 1902.
- A héber bibliakánon. Egy függelékkel. Az ó-héber könyv. (8-r. 52 l.) Bpest, 1904.
- Adalékok a magyar zsidók történetéből. (8-r.) Bpest, 1905. Athenaeum r.-t.
- Leo Modena levelei és írásai I., II. (1905-06);
- Zsidó bűvészet a legrégibb kortól a jelenkorig. (78 l.) Budapest, 1906
- Az assuani és elephantinai aram papyrusok. 12 eredeti zsidó okmány az V. századból idősz. előtt. Különlenyomat a »Magyar-Zsidó Szemle« 1907. és 1908. évfolyamaiból. (8-r. 60 l.) Bpest, 1908.
- Bacher Vilmos élete és működése. 60. születésnapja tiszteletére 1910. január 12. kiadja –. (8-r. 4, 176 l. és 1 arckép.) Bpest, 1910.
- A zsidó házasságfelbontás és válólevél története (1911-1912);
- Hazofeh méerec hagor. Szemle Magyarországról. (Irodalomtörténet.) Vác, 1911. Kohn M. 60 l.
- Báró Hatvany József. Emlékbeszéd. Bp., 1913. Athenaeum. 4°. 8 l.
- Bacher Vilmos emlékezete. Vác, 1914.
- Első Ferenc József emlékezete. Bp., 1916. Magyar kny. 4°. 11 l.
- Etika a Talmudban (Hevesi S. és Weisz M.-val együtt (1920);
- A Talmud (Népszerű Zsidó Könyvtár 3. sz.).

E műveinek nagy része német nyelven is megjelent.